# Raul Ryff
Raul Francisco Ryff (Berna, 8 de agosto de 1911 – 27 de julho de 1989) foi um jornalista e político brasileiro.

## Biografia
Nascido em Berna, na Suíça, em agosto de 1911, veio ao Brasil no primeiro ano de vida. O primeiro contato de Ryff com o jornalismo foi ainda na adolescência, no colégio jesuíta Ginásio Cruzeiro do Sul, em Porto Alegre, como colaborador do jornal escolar O Pindorama, dirigido pelo colega de escola Érico Veríssimo. Foi segundo secretário da Aliança Nacional Libertadora (ANL) e entrou para a clandestinidade em 1935 quando foi fechada por Getúlio Vargas. Preso no ano seguinte, ao ser libertado exilou-se no Uruguai. Voltou ao país em 1938 após ser absolvido de envolvimento na revolta armada organizada pelo Partido Comunista do Brasil (PCB), em nome da ANL.
Tornou-se assessor de Jango em 1955 e quando este tornou-se presidente em 1961, na renúncia de Jânio Quadros, assumiu aos 50 anos de idade o cargo de Secretário de Imprensa do governo de João Goulart. Era membro do Partido Comunista Brasileiro. Sobre o Golpe de Estado no Brasil em 1964 que depôs Jango, afirmou no livro A Esquerda e o Golpe de 1964, de Dênis de Moraes, que Osório de Almeida, encarregado de negócios da embaixada do Brasil nos Estados Unidos, trouxera documentos circunstanciados sobre a conspiração e os teria mostrado a João Goulart, sem que o presidente se surpreendesse por estar informado da possibilidade.
Consumada a conspiração, seu nome constava na lista do Ato Complementar Número Um, decreto do governo instaurado pelos deflagradores do golpe civil-militar e que cassava direitos políticos de dirigentes, políticos e militares de esquerda. Junto com Rubens Paiva, solicitou asilo diplomático à Embaixada da Iugoslávia e de lá foi para a França, retornando ao Brasil em 1968. Contratado pelo Jornal do Brasil, teve como estagiária a jornalista Leda Nagle.
Raul Ryff lançou em 1979 o livro O Fazendeiro Jango no Governo, em que faz a denúncia de que o ex-presidente, se não fosse deposto em março de 1964, seria morto no mês de abril seguinte, em Belo Horizonte durante um comício de comemoração do dia 21. Tais revelações teriam sido feitas pelo general José Lopes Bragança para a imprensa em 1977.  Foi um dos entrevistados no documentário Jango, de Sílvio Tendler, de 1984, em depoimento de sua convivência leal ao presidente deposto.
Filiado ao PDT, foi secretário da gestão de Marcello Alencar na Prefeitura do Rio de Janeiro, após o fim do regime militar, e continuou na gestão de Saturnino Braga. Morreu em 27 de julho de 1989. Teve três filhos do casamento que durou mais de cinco décadas com a militante comunista Beatriz Bandeira: Tito Bruno, economista, Luiz Carlos, físico, e Victor Sergio, jornalista, morto na década de 1990.
No filme Ainda Estou Aqui, de 2024, foi interpretado pelo ator Daniel Dantas.